# Max Frisch-Archiv

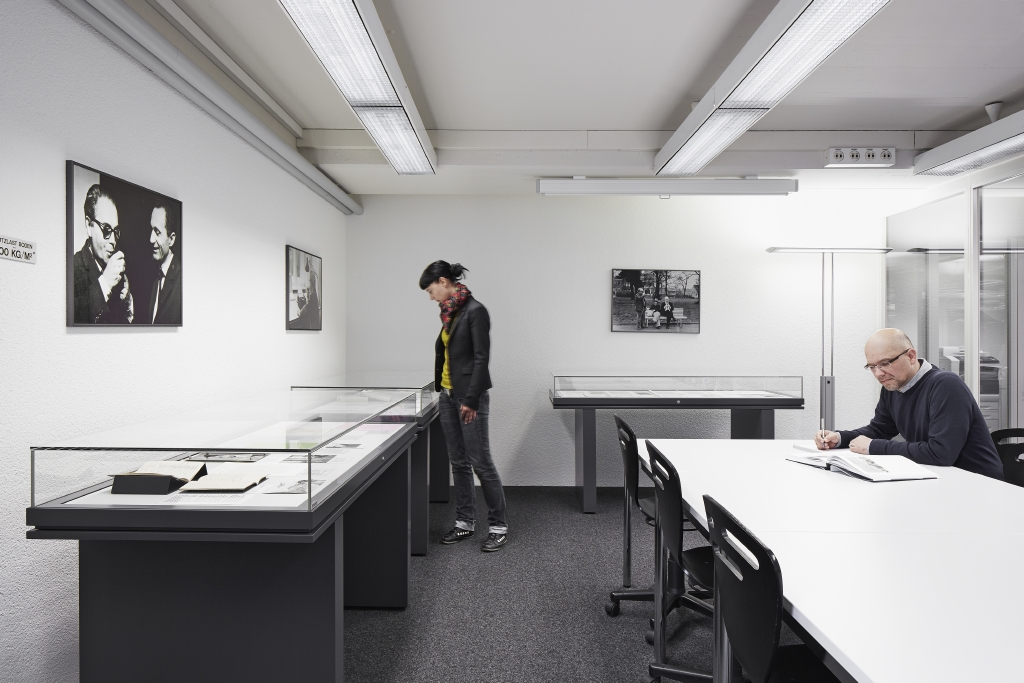
Max Frisch-Archiv Lesesaal

Das Max Frisch-Archiv ist eine eigenständige wissenschaftliche Einrichtung der Max Frisch-Stiftung mit Sitz an der ETH-Bibliothek. Es betreut den Nachlass des Schweizer Schriftstellers Max Frisch und steht für wissenschaftliche, journalistische und künstlerische Recherchen zur Verfügung.

## Geschichte
Dem Max Frisch-Archiv ging die Gründung der Max Frisch-Stiftung im Jahr 1979 voraus. Gemeinsam mit seinem Verleger Siegfried Unseld und den übrigen Stiftungsräten (Peter Bichsel, Adolf Muschg und Peter von Matt) beschloss Frisch die „Schaffung eines Max Frisch-Archives, das sich in der Schweiz befinden soll, als Arbeitsstätte für die Forschung“. Nach dem Tod des Schriftstellers sollte die Stiftung „die Verwaltung des literarischen Nachlasses mit allen Rechten und Pflichten“ übernehmen.
Das Max Frisch-Archiv wurde im Jahr 1980 am Lehrstuhl für deutsche Sprache und Literatur an der ETH Zürich eingerichtet. 1981 nahm der Germanist Walter Obschlager seine Arbeit als erster Archivar auf. Seit April 1983 ist das Archiv öffentlich zugänglich. Im April 2004 erfolgte ein Umzug in die Räumlichkeiten der ETH-Bibliothek, in die es seit Juli 2008 auch administrativ eingebunden ist. Von 2008 bis 2016 hatte Margit Unser die Leitung inne, seit dem 1. September 2016 wirkt der Literaturwissenschaftler Tobias Amslinger als Leiter.

## Bestand und Kennzahlen
Den Kern des weitgehend digitalisierten Bestandes bildet der Nachlass von Max Frisch. Dazu gehören die Korrespondenzen und Notizhefte, Manuskripte und Typoskripte, Pläne und Geschäftsunterlagen aus seiner Zeit als Architekt sowie verschiedene Lebensdokumente. Eine umfangreiche Sammlung an Zeitungs- und Zeitschriftenartikeln, Fotografien und Filmaufnahmen, Theaterplakaten und Programmheften dokumentiert die internationale Verbreitung und Rezeption des Werks. 
- Rund 110 Laufmeter Archivgut (Typoskripte, Briefe, Notizhefte etc.)
- 3'098 Bücher
- 4'959 Fotos
- 497 CDs und DVDs

(Stand: 1. Januar 2017)

## Stiftungsrat der Max Frisch-Stiftung
Die Zusammensetzung des Stiftungsrates entspricht bis heute Frischs Vorgaben. Dem Gremium müssen mindestens ein Schriftsteller und ein Literaturwissenschaftler angehören, ausserdem der Verleger der Werke Max Frischs sowie ein Vertreter der Familie:
- Thomas Strässle (Präsident)
- Lukas Bärfuss
- Amina Chaudri
- Peter Frisch
- Jonathan Landgrebe
- Christine Lötscher
- Markus Notter

Der Stiftungsrat der Max Frisch-Stiftung bildet gleichzeitig die Jury zum alle vier Jahre von der Stadt Zürich vergebenen und mit 50'000 Franken dotierten Max Frisch-Preis.

## Angebote und Projekte
- Wechselnde Ausstellungen im Hauptgebäude der ETH Zürich und im Freibad Letzigraben
- Führungen und Veranstaltungen
- Editionen aus dem Nachlass